# 截头紫云菜
截头紫云菜（学名：Strobilanthes truncata）是爵床科紫云菜属的植物，是中国的特有植物。分布于中国大陆的广西等地，生长于海拔900米至1,300米的地区，见于石灰岩山及村边，目前尚未由人工引种栽培。